# Festival slovenskega filma
Festival slovenskega filma (italijansko Festival del cinema sloveno) ali FSF poteka od leta 1998, ponavadi v Avditoriju v Portorožu (leta 2003 v Celju, leta 2004 in 2020 pa v Ljubljani). Organizira ga Slovenski filmski center (naslednik Filmskega sklada Republike Slovenije).

### Začetki
Teden domačega filma v Celju se je začel v 70. letih 20. stoletja. Po osamosvojitvi se je preimenoval v Slovenski filmski maraton (leta 1991 so potekali tudi Dnevi slovenskega filma) in se preselil v Portorož, leta 1998 pa postal Festival slovenskega filma.

### Nagrade
Na festivalu podelijo Badjurovo nagrado za življenjsko delo, od leta 2001 pa še nagrade vesna za najboljši celovečerni film, najboljši kratki film, najboljše televizijsko igrano ali dokumentarno delo, najboljši študentski film, najboljši scenarij, najboljša režija, najboljša fotografija, najboljša scenografija in najboljša montaža. Po navadi se podeljuje tudi nagrado občinstva
V preteklosti so podeljevali nagradi Kodak in Synchro film, ter nagrado revije Stop za igralko, igralca, epizodnega igralca — igralko in obetavnega igralca — igralko.

### Vodenje festivala
Leta 2021 je direktor festivala postal Bojan Labović, ki je nasledil Jelko Stergel.

## Festival po letih

### 1. festival slovenskega filma
Avditorij Portorož (od 11. do 14. marca 1998); podelitev nagrad je vodila Sonja Polanec
- epizodist leta (nagrada za stransko vlogo): Dare Valič (Pet majskih dni)
- (Stopov) igralec leta: Roberto Magnifico (Stereotip)
- (Stopova) igralka leta: Darja Reichman za vlogo Anice v filmu Brezno
- nagrada občinstva: Brezno (r. Igor Šmid)
- nagrada za najboljši celovečerni film: Socializacija bika? (r. Zvonko Čoh in Milan Erič)
- nagrada za najboljši študentski film: Otroci na cesti (r. Varja Močnik)
- nagrada za najboljšo montažo: Vesna Nikolovska Kržičnik (ART Agencija - Ljubljana) za film Sex Pistols welcome home v režiji Petra Braatza
- nagrada za najboljšo scenografijo: Janez Kovič za film Brezno
- nagrada za najboljši kratki film: Adrian (r. Maja Weiss)
- nagrada za najboljši scenarij: Zvonko Čoh, Ivo Štandeker, Milan Erič in Slobodan Vujanović za film Socializacija bika?
- plaketa združenja filmskih kritikov: Socializacija bika? (r. Zvonko Čoh in Milan Erič)
- nagrada za najboljši televizijski dokumentarni film: Magdalenice Radojke Vrančič (r. Helena Koder)
- nagrada za najboljšega producenta: Jaroslav Skrušny
- nagrada Društva slovenskih filmskih ustvarjalcev (DSFU) za življenjsko delo: Rudi Omota

V Stopovi žiriji za igralske dosežke sta bili Polona Sepe in Draga Potočnjak. V okviru festivala je bilo predvajanih 8 celovečercev, med njimi Stereotip Damjana Kozoleta, Brezno Igorja Šmida ter celovečerna risanka Socializacija bika? Zvonka Čoha in Milana Eriča.

### 2. festival slovenskega filma
Avditorij Portorož (od 11. do 13. marca 1999); voditeljica Eva Irgl
- Kodakova nagrada: Kratka himna domovini Radovana Čoka
- nagrada FIPRESCI (tj. (žirije) filmskih kritikov): V leru (r. Janez Burger)
- nagrada Jožeta Babiča za najboljšo televizijsko/dokumentarno oddajo oddajo: Hiša nasprotij režiserke Jasne Hribernik
- nagrada revije Stop – epizodist (stranski igralec) leta: Jernej Šugman za vlogo taksista v filmu Blues za Saro
- nagrada revije Stop – igralec leta: Jan Cvitkovič za vlogo Dizija v filmu V leru
- nagrada revije Stop – obetavna igralka leta: Mojca Fatur za vlogo Ane v filmu V leru
- Stopova igralka leta: nagrada ni bila podeljena
- nagrada za najboljše televizijsko igrano ali dokumentarno delo: Cesta bratstva in enotnosti režiserke Maje Weiss
- nagrada za najboljši celovečerni film: V leru režiserja Janeza Burgerja
- nagrada za najboljši kratki film: My first cut režiserja Zdravka Barišiča
- nagrada za najboljši scenarij: Jan Cvitkovič in Janez Burger za V leru
- nagrada za najboljši študentski film: Hanna A. W. Slak za film Zjutro
- nagrada za najboljšo glasbo: Iztok Mlakar za film Abesinija (rež. Karpo Godina)
- nagrada za najboljšo kostumografijo: Alan Hranitelj za film Temni angeli usode
- nagrada za najboljšo montažo: Vesna Nikolovska-Kržičnik za film Temni angeli usode v režiji Saša Podgorška
- nagrada Metoda Badjure za življenjsko delo: Boštjan Hladnik
- nagrada občinstva: V leru (r. Janez Burger)

Nagrado Metoda Badjure za življenjsko delo je podelilo Društvo slovenskih filmskih ustvarjalcev. Igralske nagrade je podelila žirija revije Stop (Milena Zupančič, Ženja Leiler in Miha Brun). Nagrade od celovečernega filma do kratkega filma je podelila strokovna žirija slovenskega filmskega festivala (Simon Popek, Igor Šterk in Duška Zagorc). V tekmovalni del so bili uvrščeni 4 slovenski celovečerni igrani filmi: Temni angeli usode Saša Podgorška, Blues za Saro Borisa Jurjaševiča, Patriot Tuga Štiglica in prvenec Janeza Burgerja V leru. Prikazanih je bilo tudi 8 kratkih igranih filmov, tv, filmska in dokumentarna produkcija, en videoart prispevek, 4 animirani filmi in filmi študentov AGRFT.

### 3. festival slovenskega filma
Avditorij Portorož (od 30. marca do 1. aprila 2000)
- Kodakova nagrada: Mokuš — Tomislav Pinter
- nagrada Društva slovenskih filmskih kritikov (DSFK): Porno film (r. Damjan Kozole)
- nagrada Jožeta Babiča − najboljša kamera: Kip - Jakov Brdar — Andrej Lupinc
- nagrada Jožeta Babiča – najboljši režiser: Še dobro — Boštjan Mašera
- nagrada Jožeta Babiča – priznanje za avtorski pogled: Arija iz druge sobe - Portret Emerika Bernarda — Alma Lapajne
- nagrada Metoda Badjure za življenjsko delo: Akcija — Jane Kavčič
- nagrada občinstva (skupina 12 gledalcev): Porno film (r. Damjan Kozole)
- Stopova igralka leta: Natalija Danilova, Kalinka iz Porno filma
- Stopov igralec leta: Matjaž Latin, Čarli iz Porno filma
- Stopov obetaven igralec leta: Primož Petkovšek, John iz Porno filma
- Stopova epizodna igralka leta: Karmen Rupnik, Frida iz Jebiga
- najboljša fotografija: Tomislav Pinter za Mokuš
- najboljša montaža: Vesna Nikolovska Kržičnik za Dom svobode v režiji Saša Podgorška
- najboljša režija: Srđan Vuletić za Hop, Skip & Jump
- najboljša scenografija: Matjaž Pavlovec in Milan Zornik za Mokuš
- najboljše televizijsko igrano ali dokumentarno delo: Nuba, čisti ljudje Toma Križnarja in Maje Weiss
- najboljši celovečerni film: Porno film, režija Damjan Kozole
- najboljši kratki film (kot najboljša festivalska stvaritev): Hop, Skip & Jump (r. Srdjan Vuletić)
- najboljši scenarij: Zdravko Barišić za Hop, Skip & Jump
- najboljši študentski film: Kaj bi še rad? Martina Srebotnjaka
- posebna pohvala in priznanje: Predor — Hanna Slak
- posebna pohvala in priznanje: Portreta z ozadjem — Amir Muratović
- posebna pohvala in priznanje: Večerja — Koni Steinbacher
- posebna pohvala in priznanje (za režijo masovnih scen): Mokuš — Peter Zobec
- posebna pohvala in priznanje (za režijo masovnih scen): Nepopisan list — Peter Zobec

Stopova žirija: Miha Brun, Nataša Barbara Gračner in Demeter Bitenc.

### 4. festival slovenskega filma
Avditorij Portorož (od 28. do 31. marca 2001)
- Nagrada Društva slovenskih filmskih kritikov za najboljši film: Sladke sanje — Sašo Podgoršek
- Nagrada Jožeta Babiča za najboljše dokumentarno TV delo: Obrazi iz Marijanišča — Helena Koder
- Nagrada Jožeta Babiča za najboljše igrano TV delo: Naj ostane med nami — Brane Bitenc
- Nagrada Metoda Badjure za življenjsko delo: Matjaž Klopčič
- Nagrada občinstva za najboljši film: Oda Prešernu — Martin Srebotnjak
- Stopova epizodistka leta: Kruh in mleko — Sonja Savić
- Stopova igralka leta: Sladke sanje — Veronika Drolc
- Stopov igralec leta: Kruh in mleko — Peter Musevski
- Stopov obetavni igralec: Barabe! — Primož Bezjak
- Vesna za najboljšega igralca: Poker — Borut Veselko
- Vesna za najboljšega igralca: Poker — Pavle Ravnohrib
- Vesna za najboljši celovečerni film: Sladke sanje
- Vesna za najboljši kratki film: Piščalka — Naško Križnar
- Vesna za najboljši scenarij: Sladke sanje — Miha Mazzini
- Vesna za najboljši študentski film: Žile — Dražen Štader
- Vesna za najboljšo fotografijo: Barabe! — Radovan Čok
- Vesna za najboljšo igralko: Sladke sanje — Veronika Drolc
- Vesna za najboljšo kostumografijo: Barabe! — Alan Hranitelj
- Vesna za najboljšo montažo: Poker — Vinci Vogue Anžlovar[13]

### 5. festival slovenskega filma
Avditorij Portorož (od 4. do 6. aprila 2002)
- Nagrada Jožeta Babiča za najboljše TV dokumentarno delo: Alma Lapajne
- Nagrada Jožeta Babiča za najboljše TV igrano delo: Pesnikov portret z dvojnikom — Franci Slak
- Nagrada Metoda Badjure za življenjsko delo: Jože Gale
- Nagrada občinstva za najboljši film: Šelestenje — Janez Lapajne
- Nagrada žirije Društva slovenskih filmskih kritikov: Šelestenje — Janez Lapajne
- Nagrada Synchro Filma, Dunaj za najboljšega producenta: Šelestenje — Janez Lapajne
- Nagrada Synchro Filma, Dunaj za najboljšega producenta: Šelestenje — Aiken Veronika Prosenc
- Posebno priznanje: Zgodba gospoda P. F. — Karpo Godina
- Stopova igralka leta: Zvenenje v glavi — Ksenija Mišić
- Stopov epizodni igralec ali igralka leta: Varuh meje — Iva Krajnc
- Stopov igralec leta: Zvenenje v glavi — Jernej Šugman
- Stopov obetavni igralec oz. igralka leta: Šelestenje — Gregor Zorc
- Vesna za najboljšega igralca: Šelestenje — Gregor Zorc
- Vesna za najboljšega igralca: Ljubljana — Gregor Zorc
- Vesna za najboljše igrano ali dokumentarno delo predvajano z magnetnega traku: Tiigra — Nataša Matjašec
- Vesna za najboljši celovečerni film: Šelestenje — Janez Lapajne
- Vesna za najboljši kratki film: (A)torzija — Stefan Arsenijević
- Vesna za najboljši študentski film: Pavle — Marko Naberšnik
- Vesna za najboljšo fotografijo: Ljubljana — Ven Jemeršić
- Vesna za najboljšo glasbo: Zvenenje v glavi — Saša Lošić
- Vesna za najboljšo igralko: Varuh meje — Iva Krajnc
- Vesna za najboljšo kostumografijo: Pesnikov portret z dvojnikom — Marija Kobi
- Vesna za najboljšo režijo: Varuh meje — Maja Weiss
- Vesna za najboljšo scenografijo: Zvenenje v glavi — Pepi Sekulič[14]

### 6. festival slovenskega filma
Celje (od 24. do 27. septembra 2003)
- Babičeva nagrada za dokumentarno delo: Mati — Alma Blagdanič
- Babičeva nagrada za dokumentarno delo: Mati — Elke Gaga Stojan
- Babičeva nagrada za režijo: Tango -5 — Jasna Hribernik
- Babičeva nagrada za študentsko etudo: Na čakanju — Jurij Gruden
- Nagrada Društva slovenskih filmskih kritikov za najboljši film: Pod njenim oknom — Metod Pevec
- Nagrada občinstva za najboljši film: Kajmak in marmelada — Branko Djurić
- Nagrado Metoda Badjure za življenjsko delo: "Ilirija" krema za čevlje — Rudi Vaupotič
- Posebno priznanje žirije: Pod njenim oknom — Marijana Brecelj
- Stopova epizodna igralka leta: Pod njenim oknom — Marijana Brecelj
- Stopova igralka leta: Pod njenim oknom — Polona Juh
- Stopov igralec leta: Rezervni deli — Peter Musevski
- Stopov obetavni igralec leta: Na planincah — Saša Tabaković
- Stopov obetavni igralec leta: Pod njenim oknom — Saša Tabaković
- Vesna za najboljši dokumentarni film: Amigo — Simon Obleščak
- Vesna za najboljši dokumentarni film: Amigo — Dimitar Anakiev
- Vesna za najboljši film: Rezervni deli
- Vesna za najboljši kratki film: Ko bom jaz umrl, bo en majhen pogreb — Florijan Skubic
- Vesna za najboljši scenarij: Pod njenim oknom — Metod Pevec
- Vesna za najboljši študentski film: Ko bom jaz umrl, bo en majhen pogreb — Florijan Skubic
- Vesna za najboljšo fotografijo: Rezervni deli — Radislav Jovanov - Gonzo
- Vesna za najboljšo glasbo: Rezervni deli — Igor Leonardo
- Vesna za najboljšo glavno žensko vlogo: Pod njenim oknom — Polona Juh
- Vesna za najboljšo moško glavno vlogo: Rezervni deli — Peter Musevski[15]

### 7. festival slovenskega filma
Cankarjev dom Ljubljana (od 7. do 10. novembra 2004)
- Babičeva nagrada za dokumentarno delo: Potovka — Bojan Kastelic
- Babičeva nagrada za dokumentarno delo: Prijatelj čebelar — Bojan Kastelic
- Babičeva nagrada za študentsko etudo: Sigmundove sanje — Nina Blažin
- Nagrada FIPRESCI za najboljši film: Predmestje — Vinko Möderndorfer
- Nagrada občinstva za najboljši film: Ruševine — Janez Burger
- Posebno priznanje žirije: Zadnji čoln — Jasna Hribernik
- Posebno priznanje žirije: Rudi Omota: prezrto poglavje slovenske kinematografije — Dražen Štader
- Stopova igralka leta: Ruševine — Nataša Matjašec
- Stopova obetavna igralka leta: Ruševine — Janja Majzelj
- Stopov epizodni igralec leta: Ruševine — Matjaž Tribušon
- Stopov igralec leta: Ruševine — Darko Rundek
- Vesna za debitanta leta: Črvi — Robert Černelč
- Vesna za najboljši film: Ruševine
- Vesna za najboljši študentski film: Dan v mestu — Nina Blažin
- Vesna za najboljši ton: Desperado tonic — Hanna Preuss Slak
- Vesna za najboljšo fotografijo: Ruševine — Simon Tanšek
- Vesna za najboljšo glasbo: Ruševine — Drago Ivanuša
- Vesna za najboljšo glavno moško vlogo: Ruševine — Darko Rundek
- Vesna za najboljšo režijo: Ruševine — Janez Burger
- Vesna za najboljšo scenografijo: Desperado tonic — Mateja Medvedič
- Vesna za najboljšo scenografijo: Desperado tonic — Pepi Sekulič
- Vesna za najboljšo scenografijo: Desperado tonic — Damijan Cavazza
- Vesna za najboljšo scenografijo: Desperado tonic — Vasja Kokelj
- Vesna za najboljšo scenografijo: Desperado tonic — Andraž Trkman
- Vesna za najboljšo stransko moško vlogo: Ruševine — Matjaž Tribušon
- Vesna za najboljšo žensko glavno vlogo: Ruševine — Nataša Matjašec
- Vesna za najboljšo žensko stransko vlogo: Ruševine — Nataša Burger[16]

### 8. festival slovenskega filma
Avditorij Portorož (od 1. do 4. december 2005)
- Kodakova nagrada za najboljšo filmsko fotografijo: Kaj boš počel, ko prideš ven od tu? — Sven Pepeonik
- Nagrada FIPRESCI za najboljši film po mnenju kritikov: Uglaševanje — Predrag Finci
- Nagrada občinstva za najboljši film: Voda v očeh — Jože Baša
- Nagrada za najboljši prvenec: Zasukanec — Špela Čadež
- Nagrada za najboljši študentski film: Solzice — Aiken Veronika Prosenc
- Nagrada za najboljšo glavno moško vlogo: Uglaševanje — Peter Musevski
- Nagrada za najboljšo glavno moško vlogo: Delo osvobaja — Peter Musevski
- Nagrada za najboljšo režijo: Uglaševanje — Igor Šterk
- Nagrada za najboljšo žensko glavno vlogo: Ljubljana je ljubljena — Nataša Barbara Gračner
- Nagrada za najboljšo žensko glavno vlogo: Delo osvobaja — Nataša Barbara Gračner
- Nagrada za najboljšo žensko glavno vlogo: Uglaševanje — Nataša Burger
- Posebna nagrada žirije za režijo: Ljubljana je ljubljena — Matjaž Klopčič
- Stopov igralec leta: Delo osvobaja — Peter Musevski
- Vesna za najboljši celovečerni film: Odgrobadogroba
- Vesna za najboljši scenarij: Voda v očeh — Jože Baša
- Vesna za najboljši srednjemetražni film: Kaj boš počel, ko prideš ven od tu? — Sašo Podgoršek
- Vesna za najboljšo stransko moško vlogo: Odgrobadogroba — Drago Milinović
- Vesna za najboljšo stransko žensko vlogo: Odgrobadogroba — Sonja Savić
- Vesna za posebne dosežke: najboljša glasba: Ljubljana je ljubljena — Urban Koder
- Vesna za posebne dosežke: najboljša montaža: Kaj boš počel, ko prideš ven od tu? — Dafne Jemeršić[17]

### 9. festival slovenskega filma
Avditorij Portorož (od 14. do 17. septembra 2006)
- Badjurova nagrada za življenjsko delo: "Ilirija" krema za čevlje — Peter Zobec
- Nagrada FIPRESCI za najboljši film: Moje male ljubice — Matjaž Ivanišin
- Nagrada občinstva za najboljši film: Izginuli — Christian Wagner
- Nagrada revije STOP za najboljšega igralca: Kratki stiki — Jernej Šugman
- Nagrada za najboljši študentski film: Quick View - Toplo-hladno — Matjaž Ivanišin
- Vesna za najboljši celovečerni film: Kratki stiki — Janez Lapajne
- Vesna za najboljši kratki film: Rezina življenja — Martin Turk
- Vesna za najboljši scenarij: Kratki stiki — Janez Lapajne
- Vesna za najboljši zvok:Kratki stiki — Boštjan Kačičnik
- Vesna za najboljši zvok: Kratki stiki — Jože Trtnik
- Vesna za najboljšo animacijo: Dvorišče — Nejc Saje
- Vesna za najboljšo animacijo: Dvorišče — Luka Rus
- Vesna za najboljšo filmsko fotografijo: Ohcet — Mirko Pivčević
- Vesna za najboljšo glasbo: Kratki stiki — Uroš Rakovec
- Vesna za najboljšo glavno moško vlogo: Moje male ljubice — Dejan Spasić
- Vesna za najboljšo glavno žensko vlogo: Kratki stiki — Tjaša Železnik
- Vesna za najboljšo montažo: Kratki stiki — Janez Lapajne
- Vesna za najboljšo montažo: Kratki stiki — Rok Biček
- Vesna za najboljšo moško stransko vlogo: Kratki stiki — Sebastijan Cavazza
- Vesna za najboljšo moško stransko vlogo: Kratki stiki — Boris Cavazza
- Vesna za najboljšo režijo: Kratki stiki — Janez Lapajne
- Vesna za najboljšo žensko stransko vlogo: Moje male ljubice — Tjaša Ferme[18]

### 10. festival slovenskega filma
Avditorij Portorož (od 7. do 14. oktobra 2007)
- Badjurova nagrada za življenjsko delo, ki jo podeli DSFU: "Ilirija" krema za čevlje — Mirjana Borčić
- Kodakova nagrada za najboljšo fotografijo: Pokemon je za froce — Jure Černec
- Nagrada revije Stop za igralko(ca) leta: Petelinji zajtrk — Pia Zemljič
- Nagrada za najboljši celovečerni film: Otroci s Petrička
- Nagrada za najboljši film po izboru občinstva: Petelinji zajtrk — Marko Naberšnik - Arsmedia Ljubljana
- Nagrada za najboljši kratki film: Na sončni strani Alp — Janez Burger
- Nagrada za najboljši scenarij: Petelinji zajtrk — Marko Naberšnik
- Nagrada za najboljši študentski film, ki jo podeljuje Svet filma: Prezgodaj dva metra spodaj — Matevž Luzar
- Nagrada za najboljši ton: Tea — Hanna Preuss Slak
- Nagrada za najboljšo animacijo: Prdci - Vonj ljubezni — Lado Leben
- Nagrada za najboljšo fotografijo: Tea — Karina Maria Kleszczewska
- Nagrada za najboljšo glasbo: Otroci s Petrička — Bojana Šaljič
- Nagrada za najboljšo montažo: Otroci s Petrička — Jaka Kovačič
- Nagrada za najboljšo moško vlogo: Petelinji zajtrk — Vlado Novak
- Nagrada za najboljšo režijo: Petelinji zajtrk — Marko Naberšnik
- Nagrada za najboljšo scenografijo: Traktor, ljubezen in rock'n'roll — Urša Loboda
- Nagrada za najboljšo stransko moško vlogo: Tea — Aleksander Krošl
- Nagrada za najboljšo stransko žensko vlogo: Instalacija ljubezni — Desa Muck
- Nagrada za najboljšo žensko vlogo: Estrellita – pesem za domov — Silva Čušin
- Nagrada združenja slovenskih filmskih kritikov: Tea — Gustav Film Ljubljana[19]

### 11. festival slovenskega filma
Avditorij Portorož (2008)
- Kodakova nagrada za najboljšo fotografijo: Ljubezen in drugi zločini — Simon Tanšek
- Nagrada Svet filma za najboljši študentski film: Vučko — Matevž Luzar
- Nagrada za najboljši animirani film: Čikorja an' kafe — Dušan Kastelic
- Nagrada za najboljši celovečerni film: Pokrajina št. 2
- Nagrada za najboljši kratki film: Vem — Jan Cvitkovič
- Nagrada za najboljši scenarij: Hit poletja — Metod Pevec
- Nagrada za najboljši scenarij: Hit poletja — Feri Lainšček
- Nagrada za najboljšo fotografijo: Pokrajina št. 2 — Dušan Joksimović
- Nagrada za najboljšo glasbo: Pokrajina št. 2 — Borut Kržišnik
- Nagrada za najboljšo glavno moško vlogo: Vučko — Evgen Car
- Nagrada za najboljšo glavno žensko vlogo: Za vedno — Marjuta Slamič
- Nagrada za najboljšo masko: Sonja — Alenka Nahtigal
- Nagrada za najboljšo montažo: Za vedno — Jurij Moškon
- Nagrada za najboljšo režijo: Pokrajina št. 2 — Vinko Möderndorfer
- Nagrada za najboljšo scenografijo: Pokrajina št. 2 — Dušan Milavec
- Nagrada za najboljšo stransko moško vlogo: Hit poletja — Bojan Emeršič
- Nagrada za najboljšo stransko žensko vlogo: Pokrajina št. 2 — Maja Martina Merljak
- Nagrada za posebne dosežke: Mala Apokalipsa — Alvaro Petricig
- Nagrada za posebne dosežke: Za vedno — Jurij Moškon
- Nagrada žirije kritikov za najboljši film: Lajf — Vito Taufer
- Nagrado občinstva za najboljši film: Prehod — Boris Palčič
- Stopova igralka leta 2008: Za vedno — Marjuta Slamič
- Stopov igralec leta 2008: Lajf — Renato Jenček[20]

### 12. festival slovenskega filma
Avditorij Portorož (od 1. do 3. oktobra 2009)
- Kodakovo Nagrada za najboljšo kamero: 9:06 — Simon Tanšek
- Nagrada Sveta filma za najboljši študentski film: Sestrična — Kaja Tokuhisa
- Nagrada za najboljši animirani film: Palčica
- Nagrada za najboljši celovečerni film: 9:06
- Nagrada za najboljši kratki film: Lovec oblakov — Miha Knific
- Nagrada za najboljši scenarij: 9:06 — Igor Šterk
- Nagrada za najboljši scenarij: 9:06 — Siniša Dragin
- Nagrada za najboljši ton: 9:06 — Julij Zornik
- Nagrada za najboljšo fotografijo: 9:06 — Simon Tanšek
- Nagrada za najboljšo glasbo: 9:06 — Jure Ferina
- Nagrada za najboljšo glasbo: 9:06 — Pavao Miholjevič
- Nagrada za najboljšo glavno moško vlogo: 9:06 — Igor Samobor
- Nagrada za najboljšo glavno žensko vlogo: Igra s pari — Polona Juh
- Nagrada za najboljšo kostumografijo: Alma M. Karlin: Samotno potovanje — Marta Frelih
- Nagrada za najboljšo masko: Osebna prtljaga — Anja Godina
- Nagrada za najboljšo montažo: 9:06 — Peter Marković
- Nagrada za najboljšo režijo: 9:06 — Igor Šterk
- Nagrada za najboljšo scenografijo: Lovec oblakov — Miha Knific
- Nagrada za najboljšo stransko moško vlogo: E-pigs — Primož Pirnat
- Nagrada za najboljšo stransko moško vlogo: Distorzija — Primož Pirnat
- Nagrada za najboljšo stransko moško vlogo: Slovenka — Primož Pirnat
- Nagrada za najboljšo stransko žensko vlogo: 9:06 — Silva Čušin
- Nagrada za posebne dosežke: E-pigs — Petar Pašić
- Nagrada žirije kritikov in publicistov: Soba 408 — Martin Turk
- Posebna omemba: Lovec oblakov — Miha Knific
- Posebno priznanje: Osebna prtljaga — Špela Rozin
- Posebno priznanje za humorni filmski pogled na slovensko vsakdanjost: Kitajci prihajajo — Goran Vojnović
- Posebno priznanje za najboljši dokumentarni film: Alma M. Karlin: Samotno potovanje — Produkcija Cebram
- Posebno priznanje za režijo: Drugo dejanje — Olmo Omerzu
- Stopova nagrada za najboljšega igralca ali igralko leta: 9:06 — Igor Samobor[21]

### 13. festival slovenskega filma
(2010)
- Badjurova nagrada za življenjsko delo: Filip Robar Dorin
- Kodakova nagrada za najboljši študentski film: Mina Bergant
- Kodakova nagrada za najboljšo fotografijo: Circus Fantasticus — Diviš Marek
- Nagrada občinstva: Gremo mi po svoje
- Nagrada za najboljši animirani film: Mrtvaški ples
- Nagrada za najboljši celovečerni film: Circus Fantasticus
- Nagrada za najboljši dokumentarni film: Majoš
- Nagrada za najboljši kratki film:
- Nagrada za najboljši scenarij: Piran - Pirano — Goran Vojnović
- Nagrada za najboljši ton: Circus Fantasticus — Robert Flanagan
- Nagrada za najboljšo fotografijo: Oča — Marko Brdar
- Nagrada za najboljšo glasbo: Circus Fantasticus — Drago Ivanuša
- Nagrada za najboljšo glavno moško vlogo: Gremo mi po svoje — Jurij Zrnec
- Nagrada za najboljšo glavno moško vlogo: Gojmir Lešnjak
- Nagrada za najboljšo glavno žensko vlogo: Piran - Pirano — Nina Ivanišin
- Nagrada za najboljšo kostumografijo: Neke druge zgodbe — Bjanka Adžić Ursulov
- Nagrada za najboljšo masko: Circus Fantasticus — Alenka Nahtigal
- Nagrada za najboljšo montažo: Piran - Pirano — Janez Bricelj
- Nagrada za najboljšo režijo: Circus Fantasticus — Janez Burger
- Nagrada za najboljšo scenografijo: Cirkus Columbia — Dušan Milavec
- Nagrada za najboljšo scenografijo: Cirkus Columbia — Sanda Popovac
- Nagrada za najboljšo stransko vlogo: Circus Fantasticus — Ravil Sultanov
- Nagrada za posebne dosežke: Oča — Sandi Šalamon
- Stopova nagrada za najboljšega igralca ali igralko leta: Oča — Sandi Šalamon[22]

### 14. festival slovenskega filma
- Badjurova Nagrada za življenjsko delo: Ljubo Struna
- Kodakovo Nagrada za najboljšo fotografijo: Lahko noč, gospodična — Sven Pepeonik
- Nagrada občinstva: Kruha in iger
- Nagrada Svet filma za najboljši študentski film: Veter v meni (Boris Bezić)
- Nagrada za najboljši animirani film: Zadnja minuta
- Nagrada za najboljši celovečerni film: Arheo
- Nagrada za najboljši dokumentarni film: Aleksandrinke
- Nagrada za najboljši kratki film: Obisk
- Nagrada za najboljši scenarij: Izlet — Nejc Gazvoda
- Nagrada za najboljši študentski film: Smeti
- Nagrada za najboljši ton: Oči, a lahko jaz šofiram? — Julij Zornik
- Nagrada za najboljšo fotografijo: Arheo — Jure Černec
- Nagrada za najboljšo glasbo: Izlet — New Wave Syria
- Nagrada za najboljšo glavno moško vlogo: Izlet — Jure Henigman
- Nagrada za najboljšo glavno žensko vlogo: Izlet — Nina Rakovec
- Nagrada za najboljšo kostumografijo: Kruha in iger — Katja Hrobat
- Nagrada za najboljšo montažo: Izlet — Janez Lapajne
- Nagrada za najboljšo montažo: Izlet — Nejc Gazvoda
- Nagrada za najboljšo moško stransko vlogo: Kruha in iger — Jonas Žnidaršič
- Nagrada za najboljšo režijo: Arheo — Jan Cvitkovič
- Nagrada za najboljšo scenografijo: Oči, a lahko jaz šofiram? — Dušan Milavec
- Nagrada za najboljšo žensko stransko vlogo: Kruha in iger — Saša Pavček
- Nagrada za posebne dosežke: Stanje šoka — Martin Marion
- Nagrada žirije kritikov in publicistov za najboljši film: Izlet
- Stopova Nagrada za najboljšega igralca ali igralko leta: Luka Cimprič
- Stopova Nagrada za najboljšega igralca ali igralko leta: Nina Rakovec
- Stopova Nagrada za najboljšega igralca ali igralko leta: Jure Henigman[23]

### 15. festival slovenskega filma
- Nagrada za najboljšo stransko žensko vlogo: Šanghaj — Marjuta Slamič
- Nagrada občinstva: Srečen za umret
- Nagrada za najboljši animirani film: Pikapolonica hoče odrasti
- Nagrada za najboljši celovečerni film: Hvala za Sunderland
- Nagrada za najboljši dokumentarni film: Dolge počitnice
- Nagrada za najboljši kratki film: Nad mestom se dani
- Nagrada za najboljši scenarij: Srečen za umret — Matevž Luzar
- Nagrada za najboljši študijski film: Kekec, tri dni pred poroko
- Nagrada za najboljši ton: Srečen za umret — Julij Zornik
- Nagrada za najboljšo fotografijo: Srečen za umret — Simon Tanšek
- Nagrada za najboljšo glasbo: Sto psov — Primož Oberžan
- Nagrada za najboljšo glavno moško vlogo: Hvala za Sunderland — Gregor Baković
- Nagrada za najboljšo glavno moško vlogo: Vaje v objemu — Uroš Fürst
- Nagrada za najboljšo glavno žensko vlogo: Vaje v objemu — Jana Zupančič
- Nagrada za najboljšo kostumografijo: Srečen za umret — Pia Šinigoj Premzl
- Nagrada za najboljšo masko: Šanghaj — Mirjam Kavčič
- Nagrada za najboljšo montažo: Hvala za Sunderland — Jurij Moškon
- Nagrada za najboljšo montažo: Hvala za Sunderland — Milan Milošević
- Nagrada za najboljšo režijo: Vaje v objemu — Metod Pevec
- Nagrada za najboljšo scenografijo: Srečen za umret — Katja Šoltes
- Nagrada za najboljšo stransko moško vlogo: Hvala za Sunderland — Branko Đurić[24]

### 16. festival slovenskega filma
- Nagrada za najboljši animirani film: Wanted
- Nagrada za najboljši celovečerni film: Razredni sovražnik
- Nagrada za najboljši dokumentarni film: Priletni parazit ali kdo je Marko Brecelj
- Nagrada za najboljši kratki film: Boles
- Nagrada za najboljši scenarij: Karpopotnik — Nebojša Pop Tasić
- Nagrada za najboljši scenarij: Karpopotnik — Matjaž Ivanišin
- Nagrada za najboljši študijski film: Divji vzhod — Maja Prelog
- Nagrada za najboljšo fotografijo: Razredni sovražnik — Fabio Stoll
- Nagrada za najboljšo glasbo: Dvojina — Monkey Cup Dress
- Nagrada za najboljšo glavno moško vlogo: Razredni sovražnik — Igor Samobor
- Nagrada za najboljšo glavno žensko vlogo: Dvojina — Nina Rakovec
- Nagrada za najboljšo kostumografijo: Razredni sovražnik — Bistra Borak
- Nagrada za najboljšo manjšinsko koprodukcijo: Zoran, moj nečak idiot
- Nagrada za najboljšo montažo: Priletni parazit ali kdo je Marko Brecelj — Miloš Kalusek
- Nagrada za najboljšo moško stransko vlogo: Čefurji raus! — Jernej Kogovšek
- Nagrada za najboljšo režijo: Zapelji me — Marko Šantić
- Nagrada za najboljšo scenografijo: Zoran, moj nečak idiot — Vasja Kokelj
- Nagrada za najboljšo stransko moško vlogo: Čefurji raus! — Dino Hajderović
- Nagrada za najboljšo stransko moško vlogo: Čefurji raus! — Ivan Pašalić
- Nagrada za najboljšo stransko žensko vlogo: Razredni sovražnik — Nataša Barbara Gračner
- Nagrada za posebne dosežke: Luksuz production
- Posebna omemba žirije: Panika — Barbara Zemljič[25]

### 17. festival slovenskega filma
- Nagrada Art kino mreže Slovenije: Kaj pa Mojca?
- Nagrada občinstva: Pot v raj
- Nagrada za najboljši animirani film: Princ Ki-Ki-Do: Pošast iz močvirja
- Nagrada za najboljši celovečerni film: Boj za
- Nagrada za najboljši dokumentarni film: Rejnica
- Nagrada za najboljši kratki film: Prespana pomlad
- Nagrada za najboljši scenarij: Prespana pomlad — Dominik Mencej
- Nagrada za najboljši študijski film: Šuolni iz Trsta
- Nagrada za najboljši ton: Inferno — Julij Zornik
- Nagrada za najboljšo fotografijo: Drevo — Mitja Ličen
- Nagrada za najboljšo glasbo: Drevo — Janez Dovč
- Nagrada za najboljšo glavno moško vlogo: Drevo — Jernej Kogovšek
- Nagrada za najboljšo glavno žensko vlogo: Prespana pomlad — Anja Novak
- Nagrada za najboljšo manjšinsko koprodukcijo: Barbari
- Nagrada za najboljšo masko: Inferno — Mojca Gorogranc Petrushevska
- Nagrada za najboljšo montažo: Vašava — Sašo Podgoršek
- Nagrada za najboljšo režijo: Prespana pomlad — Dominik Mencej
- Nagrada za najboljšo scenografijo: Prespana pomlad — Peter Perunović
- Nagrada Združenja slovenskih filmskih kritikov: Drevo
- Restart nagrada za najboljši študijski film: Šuolni iz Trsta
- Stopova igralka oziroma igralec leta: Pot v raj — Ajda Smrekar
- Teleking nagrada za najboljši igrani celovečerni film: Boj za[26]

### 18. festival slovenskega filma
- Nagrada Art kino mreže Slovenije: Zenit
- Nagrada občinstva: Dom
- Nagrada za najboljši animirani film: Cipercoper
- Nagrada za najboljši celovečerni film: Idila
- Nagrada za najboljši dokumentarni film: Dom
- Nagrada za najboljši eksperimentalni film: Kompozicija
- Nagrada za najboljši kratki film: Ljubezen na strehi sveta
- Nagrada za najboljši scenarij: Sošolki — Darko Sinko
- Nagrada za najboljši študijski film: Oddaljen spomin
- Nagrada za najboljši ton: Kosec — Julij Zornik
- Nagrada za najboljšo fotografijo: Zenit — Marko Brdar
- Nagrada za najboljšo glasbo: Ljubezen na strehi sveta — Niko Novak
- Nagrada za najboljšo glavno moško vlogo: Ljubezen na strehi sveta — Ivo Barišič
- Nagrada za najboljšo glavno žensko vlogo: Štiri stvari, ki sem jih želel početi s tabo — Mojca Fatur
- Nagrada za najboljšo manjšinsko koprodukcijo: Kosec
- Nagrada za najboljšo montažo: Utrip ljubezni — Jurij Moškon
- Nagrada za najboljšo režijo: Ljubezen na strehi sveta — Jan Cvitkovič
- Nagrada za najboljšo scenografijo: Idila — Gregor Nartnik
- Nagrada za najboljšo stransko moško vlogo: Idila — Jurij Drevenšek
- Nagrada za najboljšo stransko žensko vlogo: Idila — Nika Rozman
- Nagrada za posebne dosežke: Mali princ
- Nagrada Združenja slovenskih filmskih kritikov: Psi brezčasja
- Restart nagrada za najboljši študijski film: Oddaljen spomin
- Stopova igralka oziroma igralec leta: Štiri stvari, ki sem jih želel početi s tabo — Mojca Fatur[27]

### 19. festival slovenskega filma
- Nagrada Art kino mreže Slovenije: Pojdi z mano
- Nagrada Združenja slovenskih filmskih kritikov: Mama
- Nagrada za najboljšo manjšinsko koprodukcijo: Ustava Republike Hrvaške
- Nagrada za najboljšo kostumografijo: Leo Kulaš – Ustava Republike Hrvaške
- Nagrada za najboljšo animacijo: Leon Vidmar in Jaka Kramberger – Slovo
- Nagrada za najboljšo glasbo: Jura Ferina in Pavao Miholjević – Pojdi z mano
- Nagrada za najboljši ton: Julij Zornik – Pojdi z mano
- Nagrada za najboljši študijski film: Male ribe
- Nagrada za najboljšo stransko moško vlogo: Petre Arsovski, Matija Vastl, Dejan Spasić – Nočno življenje
- Nagrada za najboljšo stransko žensko vlogo: Marjuta Slamič – Nika
- Nagrada za najboljši kratki film: Dober tek, življenje!
- Nagrada za posebne dosežke: Pojdi z mano
- Nagrada za najboljšo montažo: Vladimir Gojun – Houston, imamo problem!
- Nagrada za najboljšo fotografijo: Marko Brdar – Mama
- Nagrada za najboljšo scenografijo: Dušan Milavec in Neža Zinajič – Nočno življenje
- Nagrada za najboljšo glavno moško vlogo: Ivan Pavić alias Božidar Smiljanić – Houston, imamo problem!
- Nagrada za najboljšo glavno žensko vlogo: Pia Zemljič – Nočno življenje
- Nagrada za najboljši animirani film: Nočna ptica
- Nagrada za najboljši dokumentarni film: Meje
- Nagrada za najboljši scenarij: Nebojša Pop Tasić in Olmo Omerzu – Družinski film
- Nagrada za najboljšo režijo: Damjan Kozole – Nočno življenje
- Nagrada za najboljši celovečerni film: Houston, imamo problem!
- Nagrada občinstva: Pojdi z mano[28]

### 20. festival slovenskega filma
- Vesna za najboljši celovečerni film: Družina
- Vesna za najboljši celovečerni igrani film: Ivan
- Vesna za najboljšo režijo: Hanna W. Slak (Rudar)
- Vesna za najboljši scenarij: Srdjan Koljević, Melina Koljević, Janez Burger in Aleš Čar (Ivan)
- Vesna za najboljšo glavno žensko vlogo: Maruša Majer (Ivan)
- Vesna za najboljšo glavno moško vlogo: Leon Lučev (Rudar)
- Vesna za najboljšo stransko žensko vlogo: Ivanka Mežan (Vztrajanje)
- Vesna za najboljšo stransko moško vlogo: Brane Grubar (Vztrajanje)
- Vesna za najboljšo fotografijo: Marko Brdar (Družinica)
- Vesna za najboljšo izvirno glasbo: Damir Avdić (Družinica)
- Vesna za najboljšo montažo: Vlado Gojun (Rudar)
- Vesna za najboljšo scenografijo: Janez Prohinar (Košarkar naj bo)
- Vesna za najboljšo kosumografijo: Emil Cerar in Polonca Valentinčič (Družinica)
- Vesna za najboljšo masko: Alenka Nahtigal (Ivan)
- Vesna za najboljši zvok: Boštjan Kačičnik (Družinica)
- Vesna za najboljši dokumentarni film: Playing Men
- Vesna za najboljši kratki igrani film: Apoptoza
- Vesna za najboljšo manjšinsko koprodukcijo: Moški ne jočejo
- Vesna za najboljši animirani film: Celica
- Vesna za najbolj izvirni avtorski prispevek (eksperimentalno AV delo): Vztrajanje
- Vesna za najboljši študijski film: Anja Ganja
- Vesna za posebne dosežke: Vsaka dobra zgodba je ljubezenska zgodba
- Vesna za posebne dosežke: Glasba je časovna umetnost 2, LP film Buldožer – Pljuni istini u oči
- Nagrada občinstva: Košarkar naj bo
- Ostale nagrade:
  - Nagrada Art kino mreže Slovenije: Ivan
  - Nagrada Združenja slovenskih filmskih kritikov: Ivan
  - Nagrada za najboljši film sklopa Podmladek: Vonj po razkroju

### 21. festival slovenskega filma
- Vesna za najboljši celovečerni film: Ne bom več luzerka
- Vesna za najboljšo režijo: Darko Štante (Posledice)
- Vesna za najboljši scenarij: Urša Menart (Ne bom več luzerka)
- Vesna za najboljšo glavno žensko vlogo: Judita Franković Brdar (Izbrisana)
- Vesna za najboljšo glavno moško vlogo: Matej Zemljič (Posledice)
- Vesna za najboljšo stransko žensko vlogo: Živa Selan (Ne bom več luzerka)
- Vesna za najboljšo stransko moško vlogo: Timon Šturbej (Posledice)
- Vesna za najboljšo fotografijo: Mitja Ličen (Zgodovina ljubezni)
- Vesna za najboljšo izvirno glasbo: Jura Ferina, Pavao Miholjević, Vladimir Godár (Izbrisana)
- Vesna za najboljšo montažo: Zlatjan Čučkov (Koliko se ljubiš?)
- Vesna za najboljšo scenografijo: Matjaž Pavlovec (Izbrisana)
- Vesna za najboljšo kostumografijo: Sanja Džeba (Izbrisana)
- Vesna za najboljšo masko: Nataša Sevčnikar (Gajin svet)
- Vesna za najboljši zvok: Julij Zornik (Lep pozdrav iz svobodnih gozdov)
- Vesna za najboljši dokumentarni film: Koliko se ljubiš?
- Vesna za najboljši kratki igrani film: Poslednji dan Rudolfa Nietscheja
- Vesna za najboljšo manjšinsko koprodukcijo: Zimske muhe
- Vesna za najboljši animirani film: Koyaa – Divji ležalnik
- Vesna za najboljši študijski film: Voyage voyage
- Vesna za poseben izvirni filmski dosežek (namesto vesne za eksperimentalno AV delo) Zgodovina ljubezni
- Vesna za posebne dosežke: Gajin svet
- Vesna za posebne dosežke: Nori dnevi
- Nagrada občinstva: Posledice
- Ostale nagrade:
  - Nagrada IRIDIUM v vrednosti 5.000 EUR za postprodukcijske storitve se podeli režiserju filma, ki je prejel vesno za najboljši film: Ne bom več luzerka
  - Nagrada žirije slovenskih filmskih kritikov in kritičark: Posledice
  - Posebna omemba žirije slovenskih filmskih kritikov in kritičark: Ne bom več luzerka
  - Nagrada za najboljši film iz sklopa Podmladek: Metum
  - posebna omemba za najboljši filma iz sklopa Podmladek: Kar človek čuti[29]

## Posamezne nagrade po letih

### Stopovi igralci in igralke
Revija Stop je na festivalu podeljevala priznanja za igralske dosežke (vendar ne vsako leto). Nagradi za igralko in igralca leta sta se v letih 1994–2004 in 2008 podeljevali ločeno glede na spol, odtlej pa se je podeljevala le ena – Stopova igralka oziroma igralec leta. Med 1998 in 2004 so podeljevali tudi nagrado za epizodista leta (tj. stransko vlogo), med 1999 in 2004 pa tudi za obetavnega igralca oziroma igralko.
Peter Musevski je bil za Stopovega igralca leta proglašen trikrat, in sicer za svoje vloge v filmih Kruh in mleko (2001), Rezervni deli (2003) in Delo osvobaja (2005).
| Leto | Stopova igralka leta                                            | Stopov igralec leta                                             | Stopov epizodist leta               | Stopov obetavni igralec — igralka leta          |
| ---- | --------------------------------------------------------------- | --------------------------------------------------------------- | ----------------------------------- | ----------------------------------------------- |
| 1994 | Mirjam Korbar (Halgato)                                         | Jože Kramberger (Halgato)                                       |                                     |                                                 |
| 1995 | Nataša Barbara Gračner (Carmen)                                 | Vlado Novak (Striptih)                                          |                                     |                                                 |
| 1997 | Nataša Barbara Gračner (Triptih Agate Schwarzkobler)            | Gregor Baković (Ekspres, ekspres)                               |                                     |                                                 |
| 1998 | Darja Reichman (Brezno)                                         | Robert Pešut - Magnifico (Stereotip)                            | Dare Valič (Gala)                   |                                                 |
| 1999 | Žirija nagrade ni podelila nikomur                              | Jan Cvitkovič (V leru)                                          | Jernej Šugman (Blues za Saro)       | Mojca Fatur (V leru)                            |
| 2000 | Natalija Danilova (Porno film)                                  | Matjaž Latin (Porno film)                                       | Karmen Rupnik (Jebiga)              | Primož Petkovšek (Porno film)                   |
| 2001 | Veronika Drolc (Sladke sanje)                                   | Peter Musevski (Kruh in mleko)                                  | Sonja Savić (Kruh in mleko)         | Primož Bezjak (Barabe)                          |
| 2002 | Ksenija Mišić (Zvenenje v glavi)                                | Jernej Šugman (Zvenenje v glavi)                                | Gregor Zorc (Šelestenje)            | Iva Kranjc (Varuh meje)                         |
| 2003 | Polona Juh (Pod njenim oknom)                                   | Peter Musevski (Rezervni deli)                                  | Marijana Brecelj (Pod njenim oknom) | Saša Tabaković (Pod njenim oknom, Na planincah) |
| 2004 | Nataša Matjašec (Ruševine)                                      | Darko Rundek (Ruševine)                                         | Matjaž Tribušon (Ruševine)          | Janja Majzelj (Ruševine)                        |
| 2005 | Peter Musevski (Delo osvobaja)                                  | Peter Musevski (Delo osvobaja)                                  |                                     |                                                 |
| 2006 | Jernej Šugman (Kratki stiki)                                    | Jernej Šugman (Kratki stiki)                                    |                                     |                                                 |
| 2007 | Pia Zemljič (Petelinji zajtrk)                                  | Pia Zemljič (Petelinji zajtrk)                                  |                                     |                                                 |
| 2008 | Marjuta Slamič (Za vedno)                                       | Renato Jenček (Lajf)                                            |                                     |                                                 |
| 2009 | Igor Samobor (9:06)                                             | Igor Samobor (9:06)                                             |                                     |                                                 |
| 2010 | Sandi Šalamon (Oča)                                             | Sandi Šalamon (Oča)                                             |                                     |                                                 |
| 2011 | Luka Cimprič (Izlet) Nina Rakovec (Izlet) Jure Henigman (Izlet) | Luka Cimprič (Izlet) Nina Rakovec (Izlet) Jure Henigman (Izlet) |                                     |                                                 |
| 2014 | Ajda Smrekar (Pot v raj)                                        | Ajda Smrekar (Pot v raj)                                        |                                     |                                                 |
| 2015 | Mojca Fatur (Štiri stvari, ki sem jih želel početi s tabo)      | Mojca Fatur (Štiri stvari, ki sem jih želel početi s tabo)      |                                     |                                                 |